# ダールダイ・マールトン
ダールダイ・マールトン（Dárdai Márton、2002年2月12日 - ）は、ドイツ・ベルリン出身のハンガリー系ドイツ人サッカー選手。ヘルタ・ベルリン所属。ポジションはDF。

## クラブ経歴
2012年にヘルタ・ベルリンの下部組織へ入団し、2020-21シーズンの11月7日、ブンデスリーガ第7節FCアウクスブルクとのアウェーゲームにて、試合終了間際にデドリック・ボヤタとの途中交代でトップチームデビューを果たした。トップチームデビューから2シーズン後の2022-23シーズンは、シーズンの後半戦から徐々にプレータイムを伸ばし始め、2023年2月12日のボルシア・メンヒェングラートバッハ戦にてプロ初ゴールを挙げた。

## 代表経歴
2024年3月22日、トルコ代表との親善試合でハンガリー代表として初出場。
UEFA EURO 2024に選出

## 人物
元ハンガリー代表のMFとしてヘルタ・ベルリンで長らくプレーしたダールダイ・パールを実父に持ち、父親が同クラブに所属していた2002年にマールトンが生まれたため、マールトン自身はドイツとハンガリーの国籍を保有している。